# Velká Kuropatočja
Velká Kuropatočja nebo Sana-Jurjach (rusky Большая Куропаточья nebo Сана-Юрях, jakutsky Большая Куропаточья) je řeka v Jakutské republice v Rusku. Je 391 km dlouhá. Povodí má rozlohu 6240 km².

## Průběh toku
Pramení v Kolymské nížině. Teče na sever tundrou mezi velkým množstvím jezer. Ústí do Východosibiřského moře, přičemž vytváří estuár.

## Vodní stav
Zdrojem vody jsou sněhové a dešťové srážky. V zimě promrzá až do dna. V povodí řeky se tvoří rozsáhlá náledí.